# Myrmarachne melanocephala
Myrmarachne melanocephala este o specie de păianjeni din genul Myrmarachne, familia Salticidae, descrisă de Macleay, 1839. Conform Catalogue of Life specia Myrmarachne melanocephala nu are subspecii cunoscute.